# Czarny Groń (793 m)
Czarny Groń (793 m) – szczyt w centralnej części Beskidu Andrychowskiego (Beskid Mały). Jego stoki stromo opadają: północno-zachodnie – w stronę wsi Bolęcina i doliny potoku Bolęcinianka, zaś północno-wschodnie – w stronę Rzyk i doliny potoku Pracica. Mapa Compass podaje nazwę Czarny Groń dla niższego wierzchołka, na południe od niego w tym samym grzbiecie znajduje się jeszcze wierzchołek mający wysokość 868 m.
Czarny Groń jest całkowicie porośnięty lasem, tylko na jego grzbiecie znajduje się niewielka polanka z drewnianą kapliczką Koronacji Matki Bożej. Powyżej szczytu Czarnego Gronia, na bezleśnym grzbiecie łączącym go z Potrójną znajduje się ośrodek rekolekcyjny „Pustelnia” zarządzany przez parafię św. Marka w Krakowie.
Miejscowa ludność Czarnym Groniem nazywała szczyt obecnie mający nazwę Potrójna. Nazwa ta jest wynikiem pomyłki austriackich kartografów z lat 80. XIX wieku. Pochodzi ona stąd, że domy znajdujące się na zboczach tej góry należą do osiedla Potrójna w miejscowości Rzyki i nazwa osiedla przeniesiona została na nazwę góry. Na austriackich mapach Potrójna ma wysokość 884 m, poniżej zaś tej nazwy znajduje się nazwa Czarny Groń, nie wiadomo jednak co ona oznacza. Na mapie Compassu Czarnym Groniem nazwano północno-wschodni grzbiet Potrójnej.
Szczyt znajduje się w granicach wsi Rzyki w województwie małopolskim, w powiecie wadowickim, w gminie Andrychów.
Szlaki turystyczne
 Rzyki-Praciaki (Ośrodek „Czarny Groń”) – Czarny Groń – Potrójna. Czas przejścia: 1.50 h, ↓ 1.10 h